# A doua bătălie de pe Piave
A doua bătălie de pe Piave (denumită și bătălia de solstițiu) a reprezentat încercarea din iunie 1918 a armatei austro-ungare de a lovi decisiv contra Italiei, spre finalul Primului Război Mondial. Încercarea a eșuat și a deschis drumul înfrângerii totale și destrămării Austro-Ungariei. Acest conflict militar cuprinde de fapt trei bătălii ce au avut loc pe cursul râului Piave (Italia).

## Prima bătălie
Prima bătălie numită „Bătălia de Vinerea Mare” a durat în perioada lunilor noiembrie și deccembrie din anul 1917, fiind în același timp și sfârșitul bătăliei de pe râul Isonzo.
Trupele austro-ungare care au străpuns frontul pe cursul superior al lui Isonzo, prin înfrângerea diviziei a 2 italiene, au fost oprite pe Valea râului Piave. Ca să evite încercuirea diviziei a 3 italiene ducele „Emanuel von Aosta”  (1869–1931) s-a retras de pe valea Isonzo pe valea Piave, unde întâlnește trupele diviziei 4 italiene venite din Dolomiți la Monte Grappa ca ajutor și comandate de generalul Luigi Cadorna (* 1850; † 1928) care pentru a întăril linia de Piave se postează cu trupele sale pe înălțimea de la Asiago (Venetien).
Bătălia începe cu un atac pornit din depresiune de generalui prusac „Otto von Below” (1857-1944) la 10 noiembrie 1917. După o luptă cu pierderi enorme (10.000 de morți, 300.000 prinzionieri, 400.000 răniți și 3.000 tunuri) reușesc trupele italiene mulțumită podurilor aruncate la timp în aer și inundației de pe vale să respingă la data de 26 noiembrie atacul austriac. Incercarea austro-germană de a traversa munții se soldează de asemenea cu un eșec fiind respinsă de matrozii italieni și soldații francezi și englezi sosiți în ajutor pentru a opri ofensiva pe linia Alpilor de Vest și împidicarea trupelor austro-germane de a ajunge în Câmpia râului Po. In prima fază a bătălei de la Piave diviziile britanice și franceze au rămas ca rezervă fiind staționate în Brescia, Mantua și Brenta. Ei vor înterveni numai când trupele italine vor fi copleșite de trupele austro-germane, înlesnind o contraofensivă la nord de Vicenza. In martie 1918 trupele franceze și britanice (11 divizii) sunt mutate pe frontul de vest, unde sosesc și trupele germane din Italia. Scriitorul american Ernest Hemingway a fost ca voluntar pe frontul din Italia și a descris evenimentele retrăite în romanul „A Farewell to Arms”.

## A doua bătălie
A doua bătălie a început la  15 iunie 1918, după o pregătire a unei artilerii de la granița cu Elveția până la Marea Adriatică. Atacul austriac s-a concentrat asupra înălțimii de la Asiago și Grappa pe cursul inferior a lui Piave. Capurile de pod austriece de la Treviso sunt obligați de focul artileriei italiene să se retragă. De asemenea trebuie să se retragă capul de pod din lagunele Veneției, la Montello reușesc trupele italiene să împiedice străpungerea frontului spre zona de șes a Italei. Bătălia se termină la  22 iunie 1918 fără ca austriecii să-și poată atinge țelul.

## A treia bătălie
A treia bătălie numită și „Bătălia de la Vittorio Veneto” începe la  24 octombrie 1918 și durează până la 4 noiembrie 1918, când se încheie pacea de la Villa Giusti de lângă Padova. Cu toate că monarhia austriacă era deja într-o fază de dezbinare, soldați din armata austro-ungară au luptat mai departe până la încheierea păcii. In avansarea spre câmpia italiană, trupele austriece au avut de luptat nu numai de apărarea dârză italiană, dar au avut de întâmpinat greutățile naturale create de inundații care distrug podurile cnstruite de pioneri. Pe Monte Grappa soldații Austro-Ungariei au apărat poziția până la ultimul, italienii suferind după declarațiile proprii  în timpul contra-atacului 40.000 de morți și răniți.